# Betaeus jucundus
Betaeus jucundus is een garnalensoort uit de familie van de Alpheidae. De wetenschappelijke naam van de soort is voor het eerst geldig gepubliceerd in 1947 door Barnard.